# 澀谷
澀谷（日语：〔〕／ Shibuya */?）是日本東京的地名，包含以下定義：
1. 位於東京都澀谷區的町。依照其住居表示（日语：住居表示），分為澀谷一丁目至四丁目。人口3,283人。[2]
2. 以澀谷站為中心的廣域地名。包括澀谷一丁目至四丁目，以及鄰近的道玄坂、宇田川町、神南、櫻丘町等街區。
3. 東京都特別區之一的澀谷區。
4. 明治時代與大正時代設置的澀谷村→澀谷町（日语：渋谷町 (東京府)）。1932年編入東京市，並與周圍地區合併為澀谷區。

一般所稱的「澀谷」是指第1、2項，即以澀谷站為中心的市街地帶。澀谷與新宿、池袋並列為東京三大副都心，是東京最具代表性的商圈之一，乃日本流行與時尚的重要發信地；同時是東京通往首都圈東南郊區的交通樞紐，擁有多家連鎖百貨公司及綜合商場，為東急集團的大本營。澀谷站前交叉口的行人保護時相，則是東京象徵性的城市地景之一。

## 概要
如同新宿、池袋一樣，澀谷也是以山手線轉運車站為中心發展的商圈。以「音樂之街」、「年輕人之街」著稱，百貨公司、時裝大樓、專門店、餐廳林立。澀谷站前有忠犬八公銅像，站前路口設有行人保護時相。
舉辦東京奧運的1964年（昭和39年）左右，當時的澀谷以百軒店的電影院街與圓山町的花街為中心，充滿大人文化，後方的松濤與南平台町是高級住宅街。
澀谷道路呈放射狀，加上多處斜坡與單行道使得道路拓寬十分困難，讓開發業者敬而遠之，造成此地比新宿、池袋相比發展較為遲緩。
1973年（昭和48年），澀谷巴而可開幕吸引許多青少年前往，1975年（昭和50年）以後取代新宿成為流行基地。

## 地理
如同其名，澀谷是擁有眾多谷地地形的地方。相較之下新宿位在甲州街道旁的脊線而有「丘上之街」之稱，澀谷位於侵蝕武藏野台地的澀谷川（穩田川）、宇田川匯流處，而有「谷底之街」之稱。谷地兩側高低差距極大，例如澀谷Mark City1樓出入口是在谷底，但位於谷上的出入口是在四樓。也因地形關係，澀谷擁有相當多的「坂」（即坡道），眾多道路與建築沿山坡順勢興建。
澀谷原有穩田川（澀谷川上游）、宇田川等河川，現在全已暗渠化成為下水道。兩河下游的澀谷川失去穩定水源，起點改到澀谷站北方地底，幾乎沒有自然水源注入。
現在在行政區劃上與代代木、神宮前、青山、代官山町等地區鄰接。

## 歷史
根據吾妻鏡等史書記載，此地在平安時代末期至鎌倉時代是武將澀谷氏的活動範圍，河內源氏源義朝的近臣澀谷金王丸也是本族族人。
江戶時代，大山街道（大約等同與現在國道246號）沿線形成繁榮的聚落。
明治時代，1885年（明治18年）山手線開通，1911年（明治44年）都心方向的東京市電、1907年（明治40年）西側的玉川電鐵（今東急電鐵田園都市線）通至此地，成為交通節點。1927年（昭和2年）東京橫濱電鐵（今東急電鐵東橫線）、1933年（昭和8年）帝都電鐵（今京王電鐵井之頭線）、1938年（昭和13年）東京高速鐵道（今東京地下鐵銀座線）陸續通車。
五島慶太領導的東京橫濱電鐵仿照小林一三領導的阪神急行電鐵（今阪急電鐵）在梅田站的作法，在1934年（昭和9年）開設東橫百貨店（今東急百貨店東橫店東館），在關東是次於池上電氣鐵道（今東急電鐵池上線）五反田站白木屋（1928年）、東武鐵道淺草雷門站（今淺草站）松屋百貨（1931年）後的第三例，也是全國第四例的轉運總站百貨店。交通上的便利成功吸引了東急沿線的居民。
1954年（昭和29年）東急會館（舊玉電大樓，今東急百貨店東橫店西館）、1957年（昭和32年）東急文化會館（今澀谷Hikarie），1965年（昭和40年）澀谷東急大樓（今澀谷東急Plaza）、1967年（昭和42年）東急百貨店本店等陸續設立，澀谷成為「東急之街」。
1975年（昭和50年）以後，為了搶奪澀谷，季節系列的西武百貨店在1968年（昭和43年）進駐澀谷，接著1973年（昭和48年）同屬季節系列、面向年輕世代的澀谷巴而可（PARCO）開店。之後，東急與西武展開商業與都市開發競爭。
1970年代，澀谷取代新宿成為成為年輕世代的流行基地；這不只影響澀谷本身，還影響了整個澀谷區。1970年代以前，新宿是年輕人文化與流行時尚的先驅。1973年（昭和48年）澀谷巴而可開幕後，年輕人文化基地從原本的新宿移至澀谷，之後擴展到包含原宿在內的澀谷區全體。
- 季節集團
  - PARCO - part1（1973年），part2（1975年），part3（1981年）
  - 西武劇場（現：PARCO劇場） - 1973年
  - THE PRIME - 1985年
  - 西武SEED館（現：Movida館） - 1986年
  - Loft館（現：澀谷Loft） - 1987年
  - Quattro by PARCO（現：PARCO Quattro） - 1988年
- 東急集團
  - 東急手創館 - 1978年
  - Fashion Community109（現：SHIBUYA 109） - 1979年
  - 109-2 - 1987年
  - ONE-OH-NINE - 1986年
  - ONE-OH-NINE 30's
  - Bunkamura - 1989年
  - 東急百貨店 - 澀谷站東橫店（日语：東急百貨店東横店）（1934年）、別館123 （1990年），澀谷本店（日语：東急百貨店本店）（1967年）、別館Croisee SHIBUYA （1996年）
  - QFRONT - 1999年

住居表示實施的澀谷區澀谷在1966年（昭和41年）4月1日由澀谷區青葉町、美竹町、宮下町、上通一丁目與二丁目、中通二丁目與三丁目、並木町、金王町、神宮通一丁目與二丁目、穩田二丁目、八幡通一丁目與二丁目、常磐松町、綠岡町各部分地區合併成立。

### 地名由來
地名由來主要由以下說法：
- 古時此地稱為「鹽谷之里」。後「鹽谷」（しおや）演變為「澀谷」（しぶや）。
- 平安時代末期的此地領主河崎重家，抓住闖入京都御所的盜賊澀谷權介盛國，因此賜姓「澀谷」，領地也改稱為「澀谷」。
- 此地河水富含鐵質，呈現紅色的「澀柿色」（シブ色），稱為。
- 澀谷川流域低地稱為。

### 町名的變遷
| 實施後     | 實施年月日                | 實施前（無備註表部分地區）                                                                                       |
| ---------- | ------------------------- | --- |
| 澀谷一丁目 | 1966年（昭和41年） 4月1日 | 青葉町（全域），美竹町（全域），宮下町（全域），神宮通二丁目（全域），穩田二丁目（全域），上通一丁目，上通二丁目 |
| 澀谷二丁目 | 1966年（昭和41年） 4月1日 | 中通三丁目，並木町，八幡通一丁目，金王町，上通一丁目，上通二丁目                                                 |
| 澀谷三丁目 | 1966年（昭和41年） 4月1日 | 中通二丁目，中通三丁目，並木町，八幡通一丁目，八幡通二丁目，金王町                                               |
| 澀谷四丁目 | 1966年（昭和41年） 4月1日 | 常磐松町，八幡通一丁目，綠岡町，上通一丁目                                                                       |

## 特色

### 文化

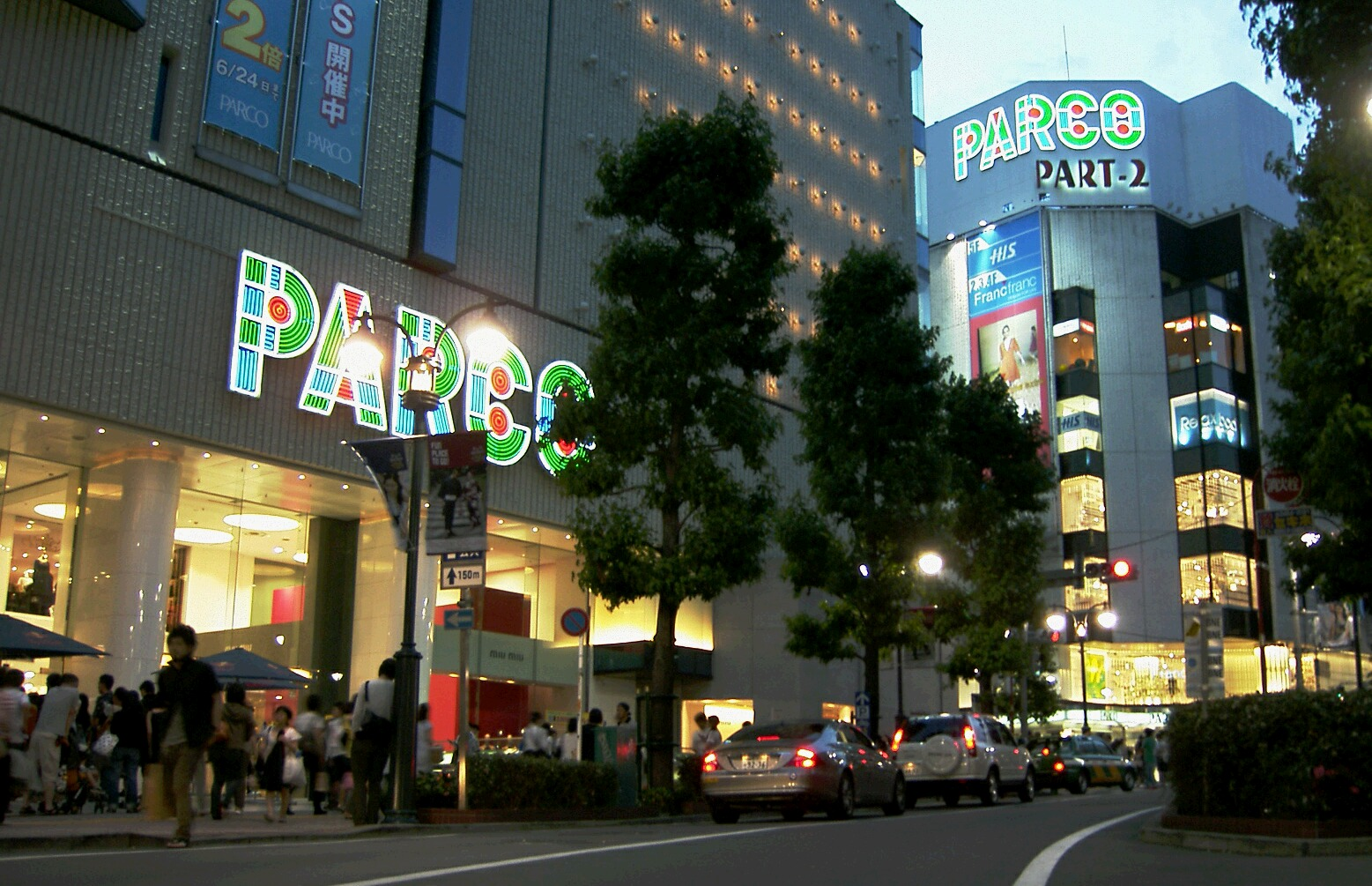
澀谷 公園通

澀谷PARCO劇場、Club Croisee、CINESAISON澀谷、Studio PARCO等音樂展演空間、劇場、電影院林立，常舉行電影祭與音樂祭。也有許多上映各種個性作品的電影院。像是舉辦篠山紀信寫真展等多項企劃展的PARCO MUSEUM（2007年閉館）、新資訊發送基地的PARCO FACTORY、LOGOS GALLERY等常舉辦具有高度社會性的藝術展覽。「TOKYO FM澀谷西班牙坂工作室」等眾多廣播公司的衛星工作室也聚集於此。東急計畫在東急文化會館舊址建設都內最大規模的音樂劇劇場。

### 流行

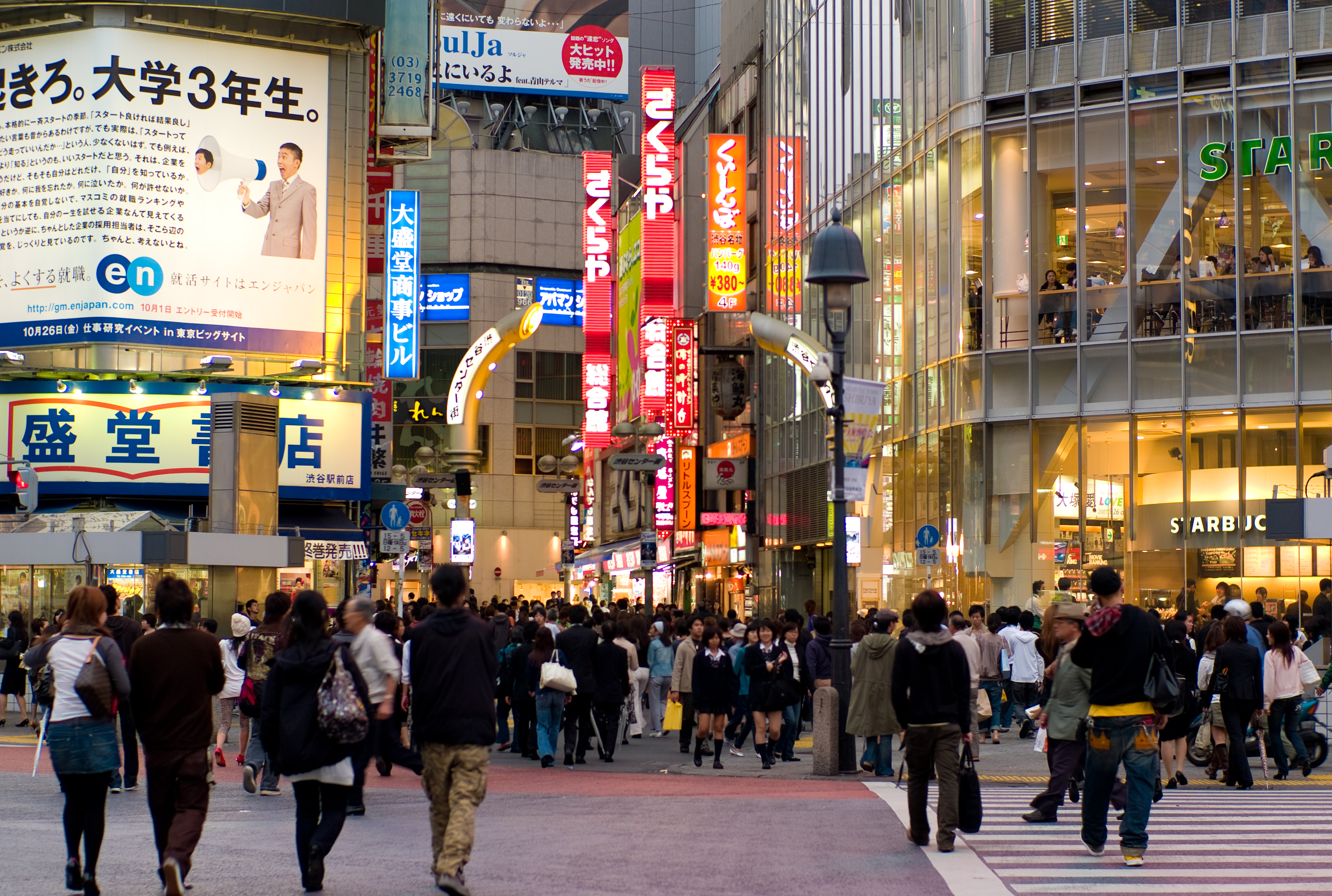
澀谷中心街

1970年代起，PARCO、OIOI的進駐與SHIBUYA 109的誕生，使得澀谷與原宿並列為年輕人的流行文化基地。1990年代，「澀谷辣妹」（ギャル）風潮引起大眾媒體的注目。以20、30歲OL為主力的百貨店是成人時尚的領導者，10多歲的少女則信奉以109與PARCO、路邊小店引領的辣妹時尚。受到辣妹時尚影響的「辣男」（ギャル男）與「兄系」（お兄系）等風潮也從澀谷推廣到全國各地。澀谷辣妹的大型活動「澀谷Collection」極為知名。此外澀谷也有許多古著店。

### 資訊科技
資訊科技相關的創業公司以車站南邊的櫻丘町為中心。在國土交通省的調查中，本地軟體相關的IT企業數量僅次於千代田區與港區，排名第三，以站別來看澀谷站僅次於秋葉原站名列第二，有「Bit Valley」之稱。

## 主要活動
- Light-Up Christmas In SHIBUYA（ - 1997年，1999年 - ）
- 澀谷Collection
- D-1 Grandprix（全國最大規模的高中生活動）
- Campus Summit（全國最大規模的大學生活動）

## 主要設施
澀谷站周邊

澀谷主要設施
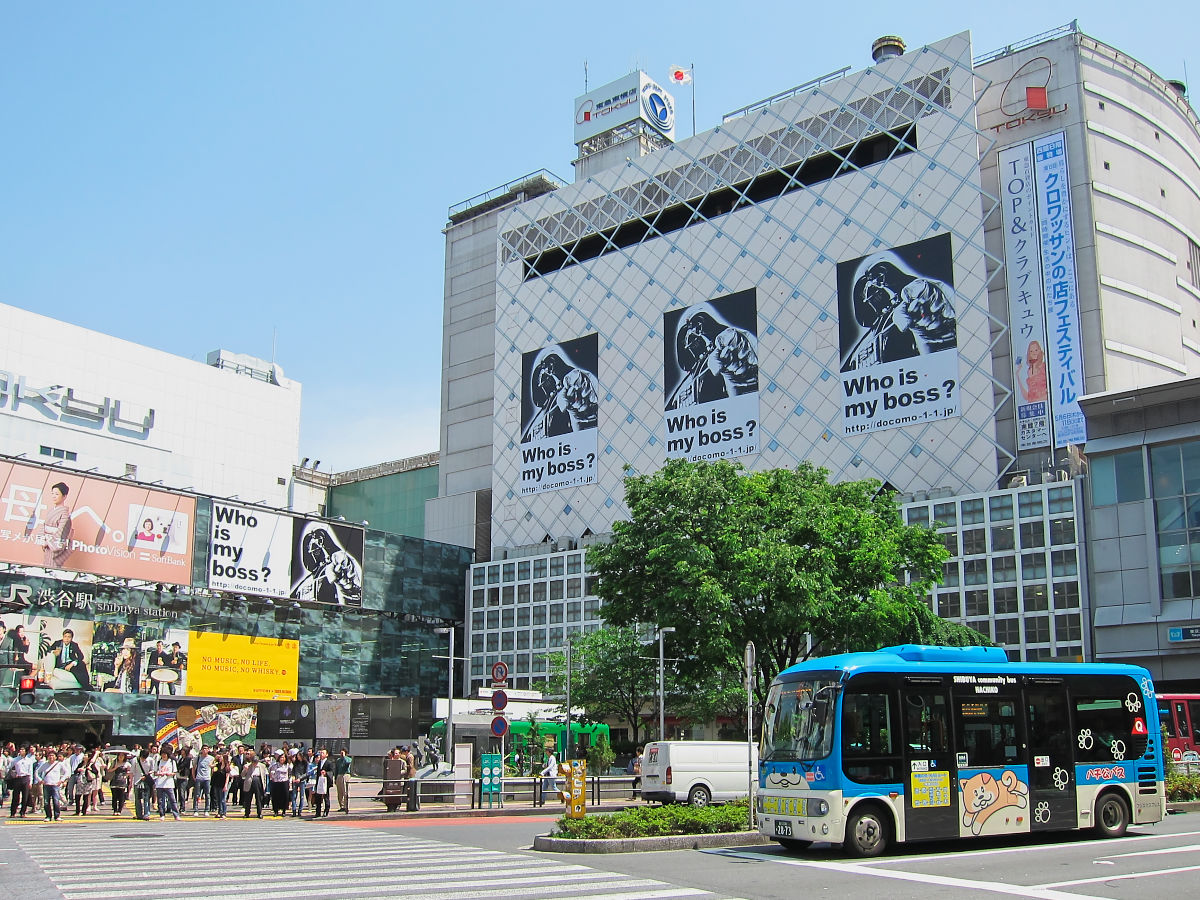
東急百貨店東橫店（日语：東急百貨店東横店）（東館、西館、南館）
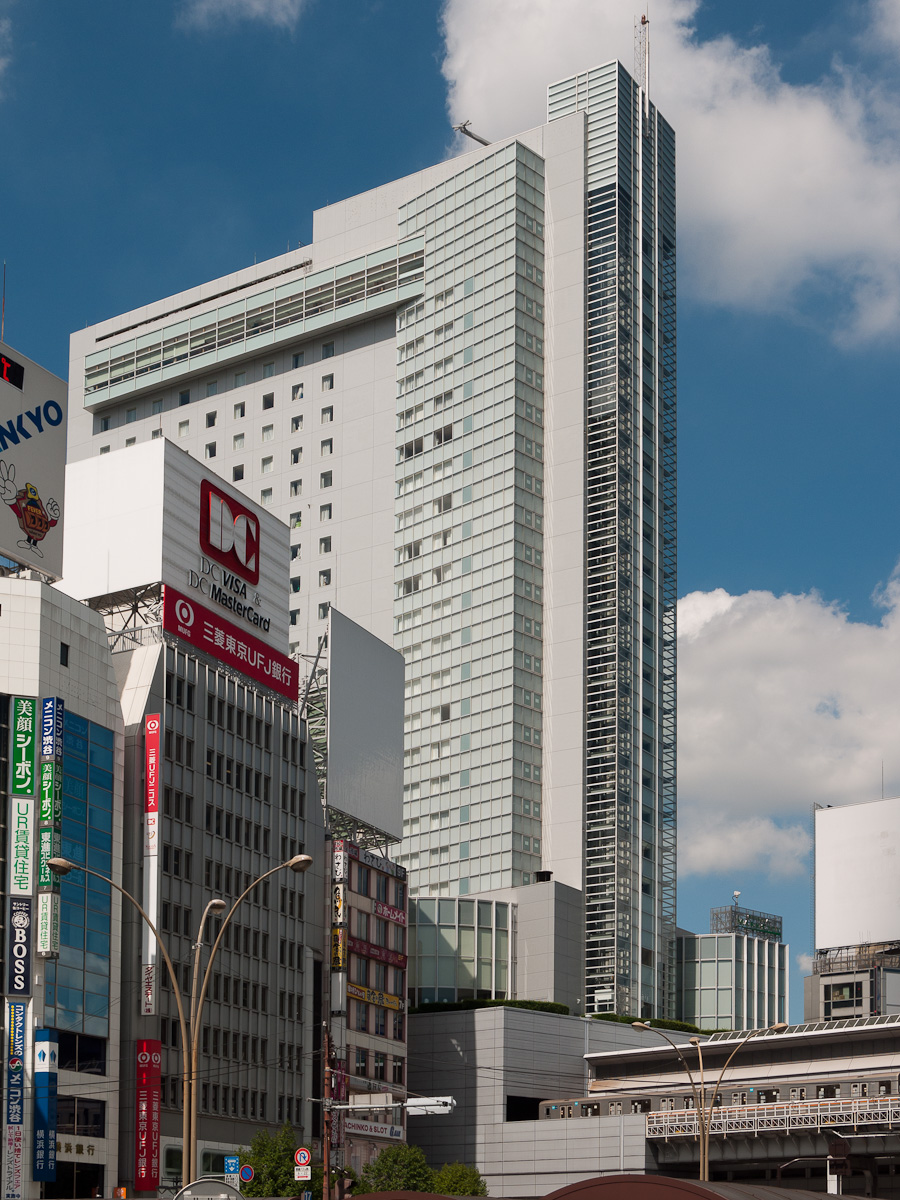
澀谷Mark City
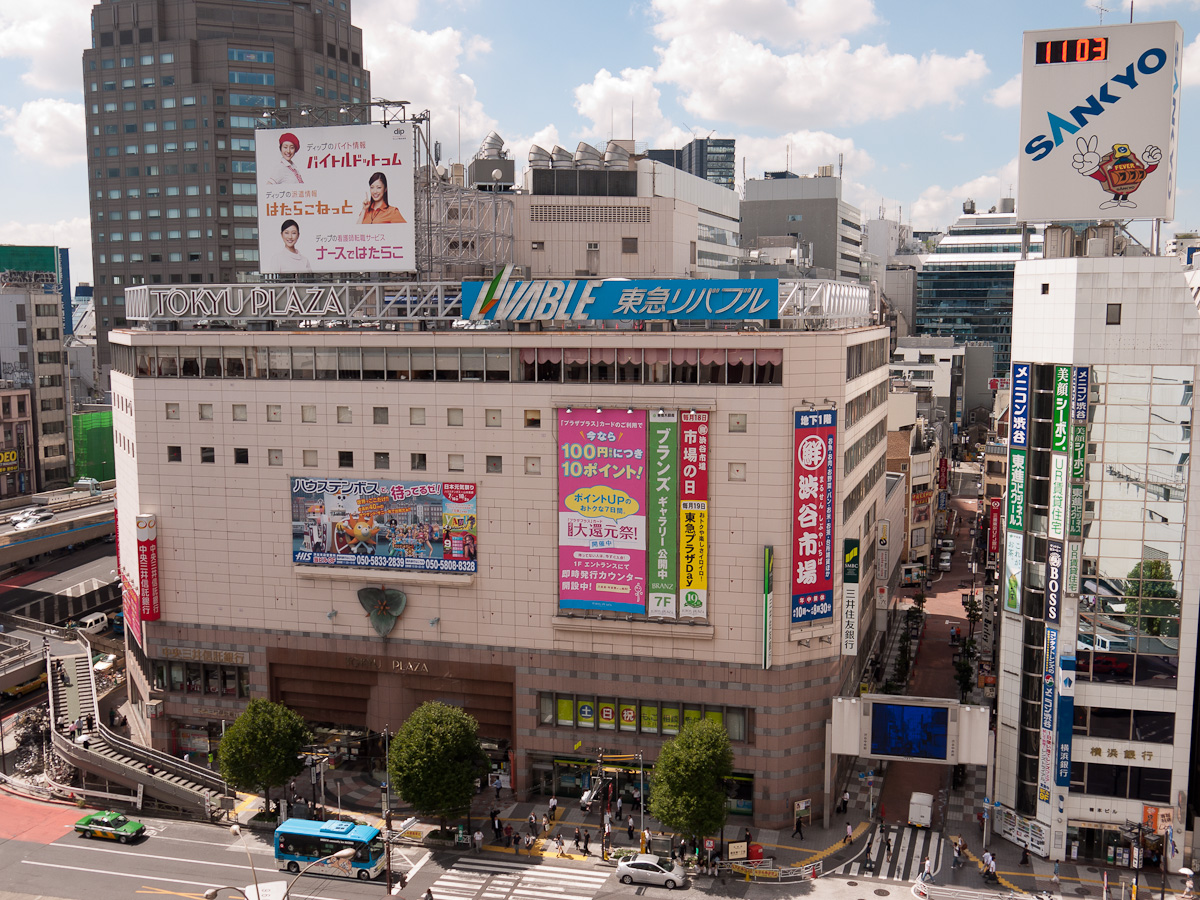
東急Plaza
- 澀谷地下街（日语：渋谷地下街）
- 109-2
- MARUI CITY澀谷
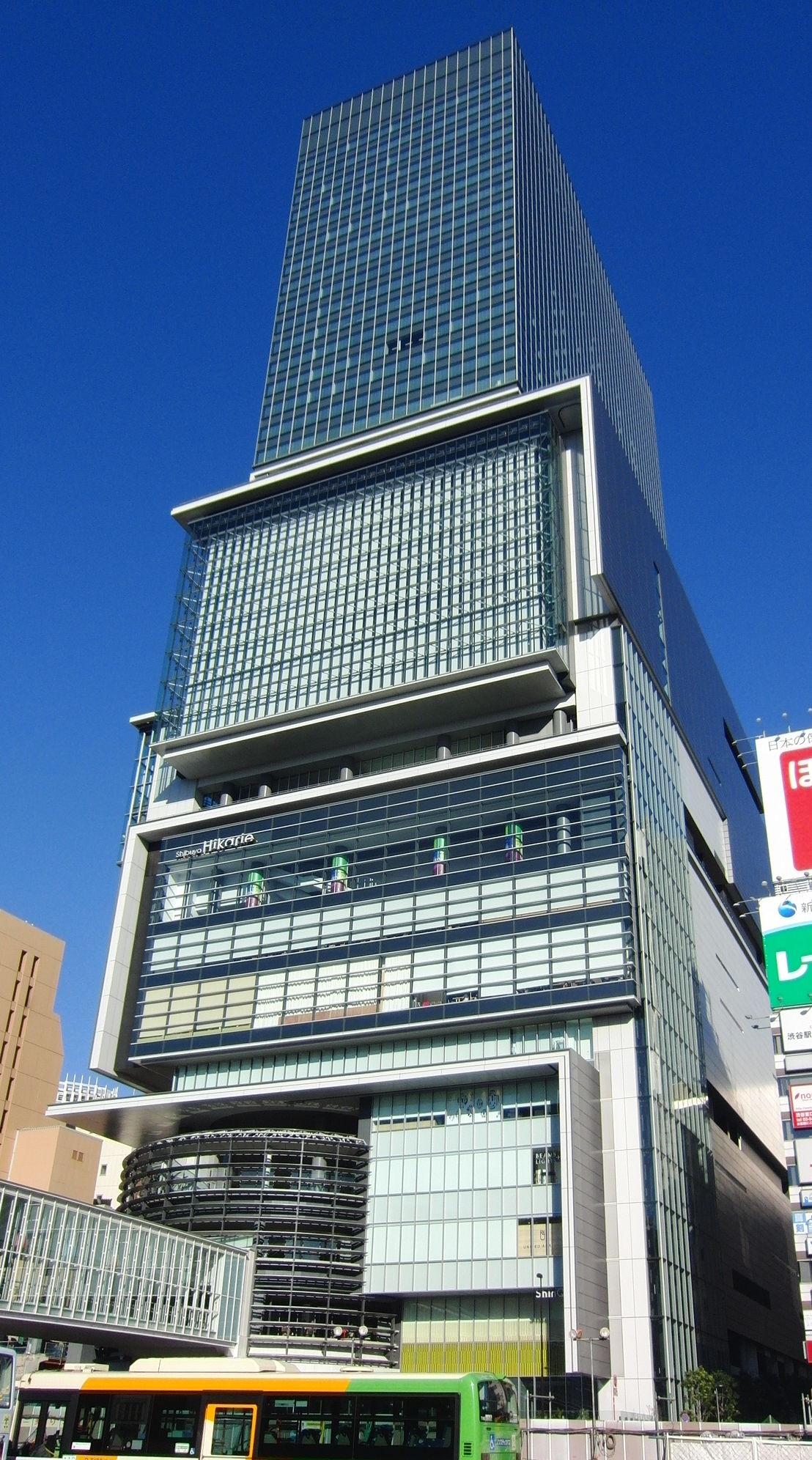
澀谷Hikarie
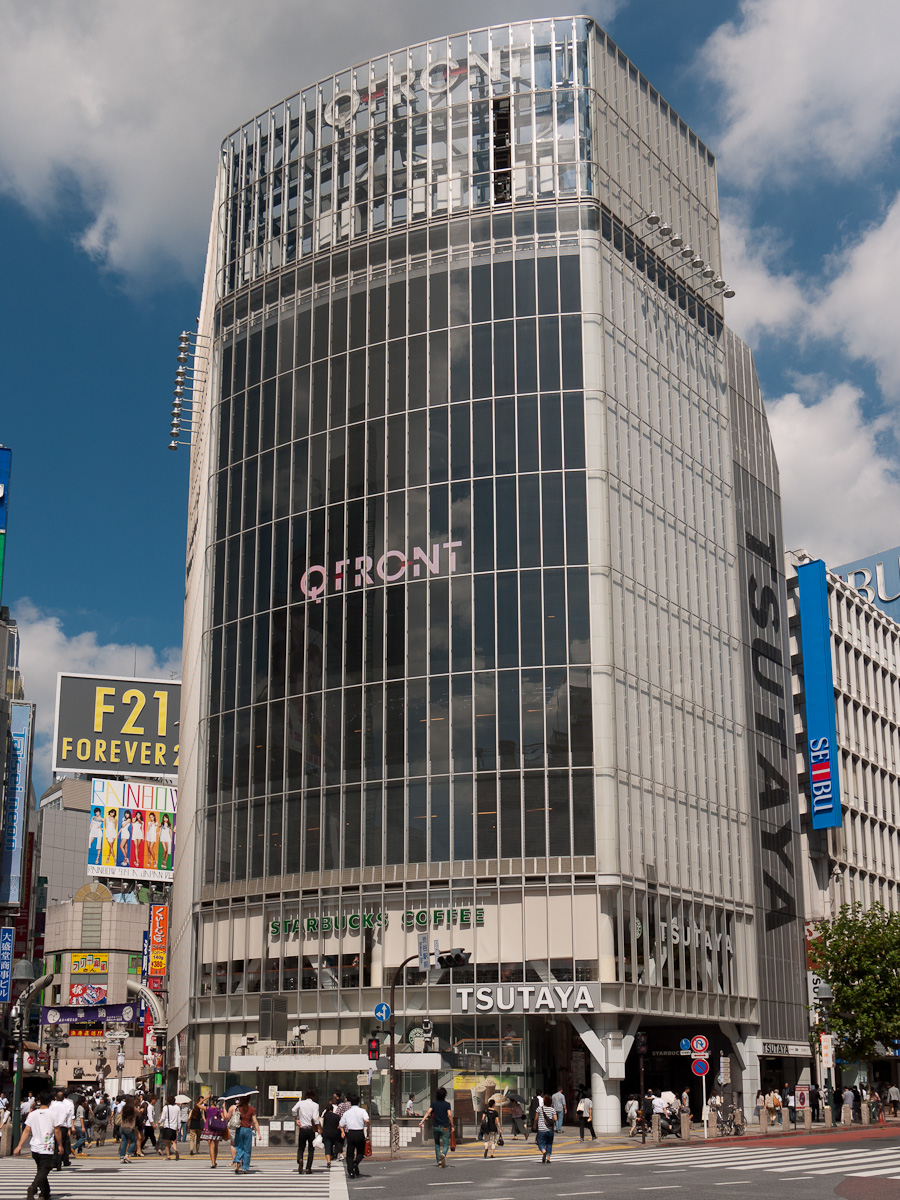
QFRONT
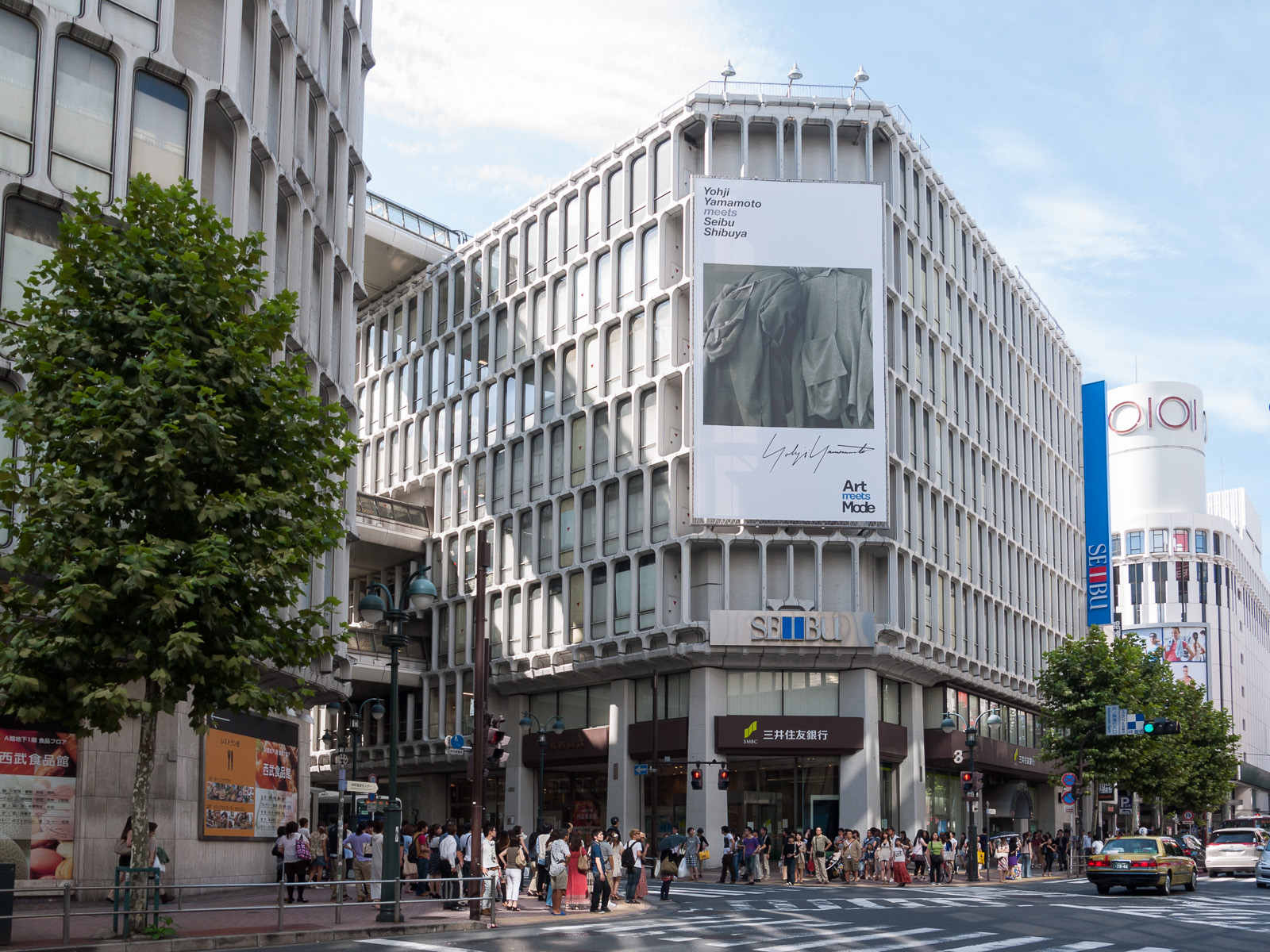
澀谷西武
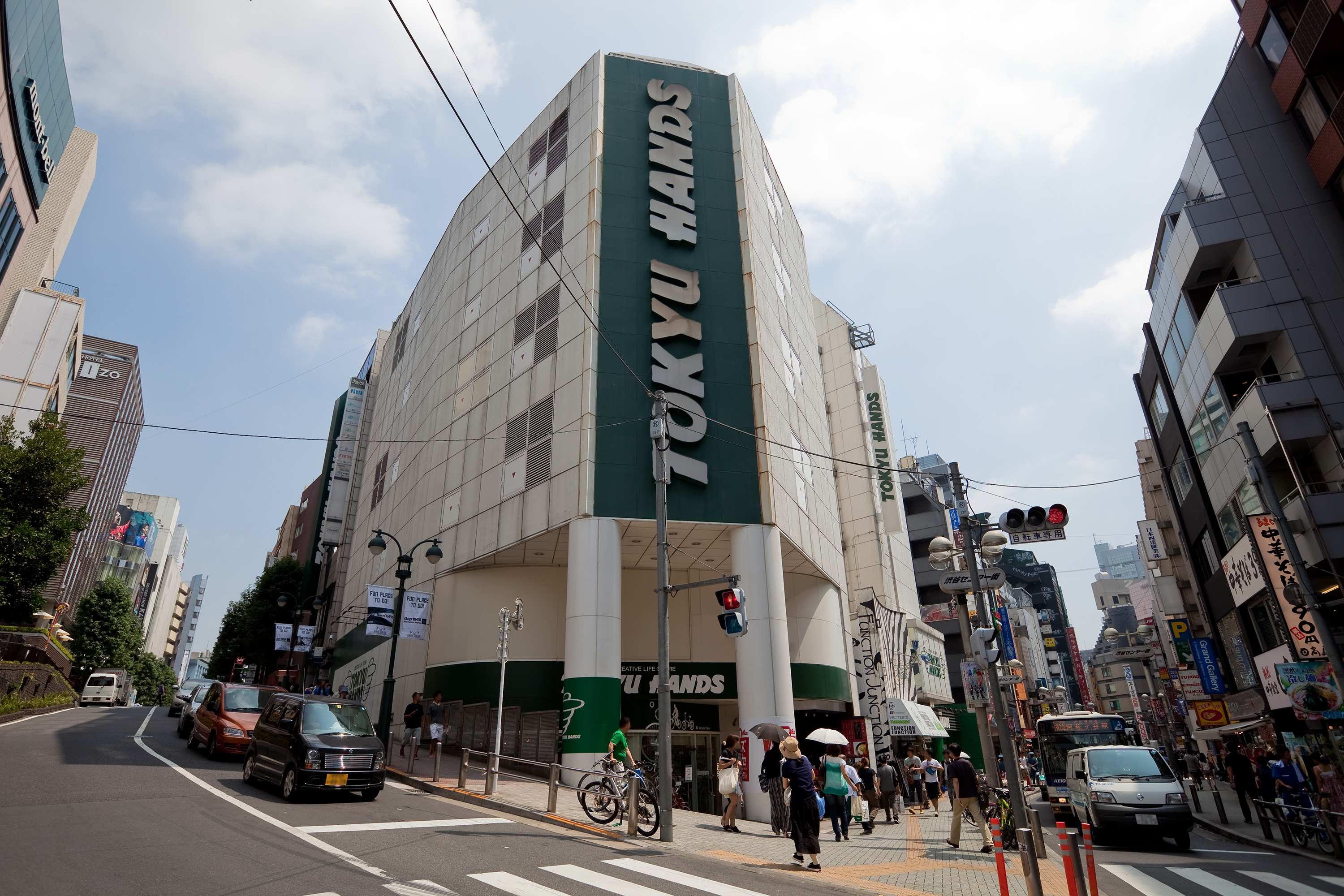
東急手創館澀谷店
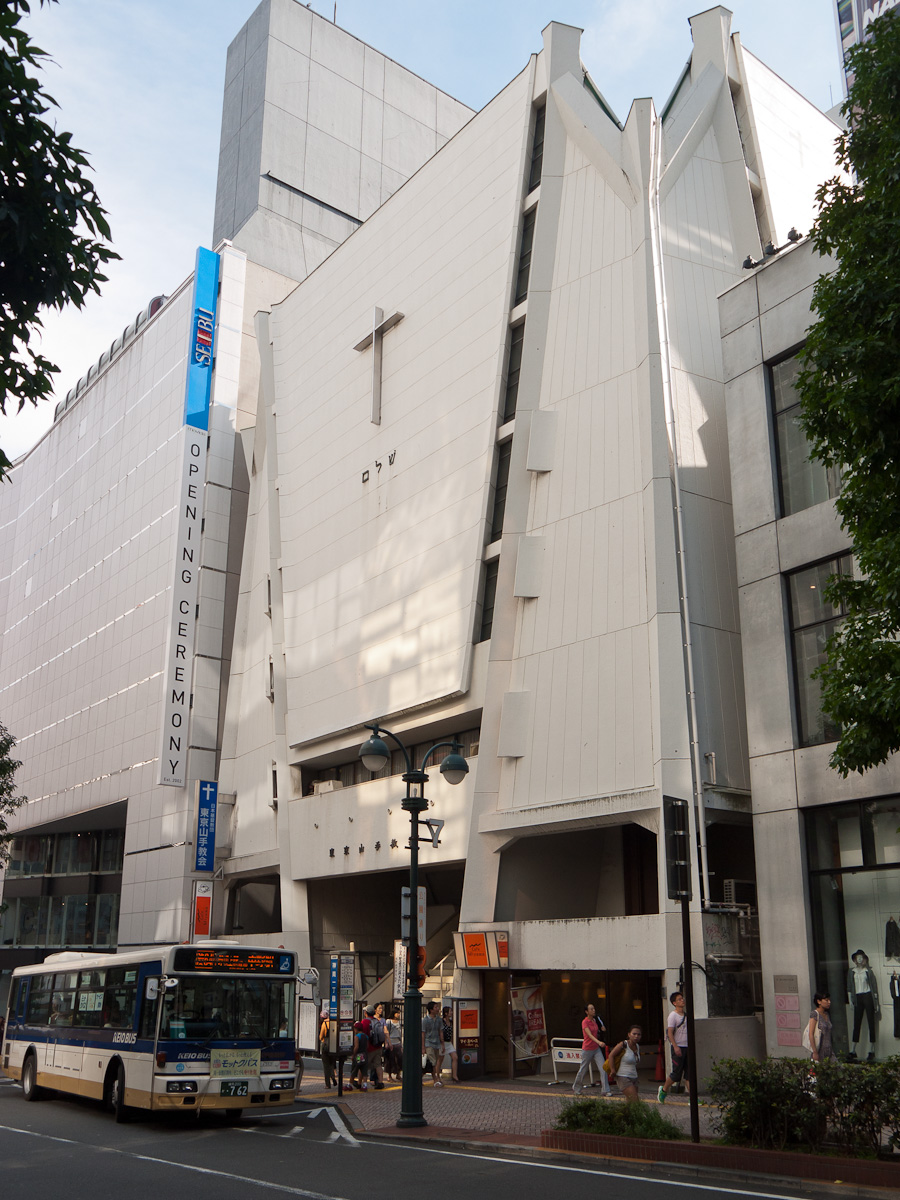
東京山手教會
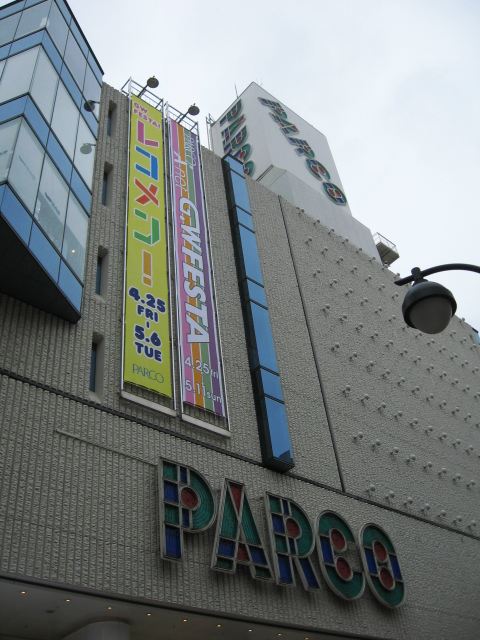
澀谷PARCO（Part1）
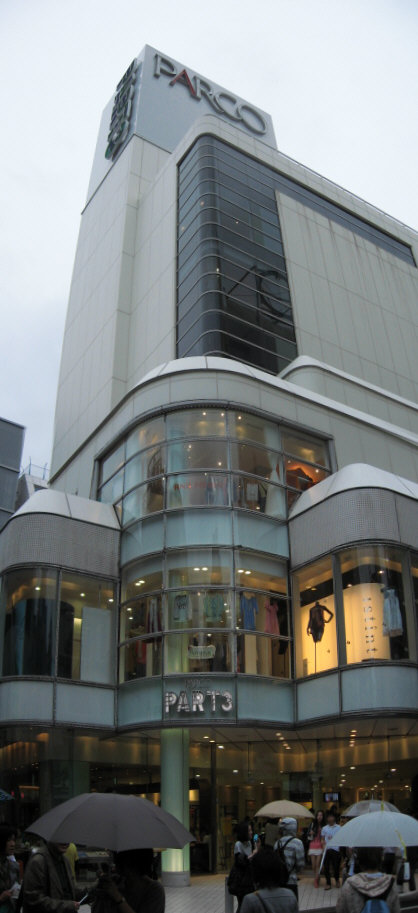
澀谷PARCO（Part3）
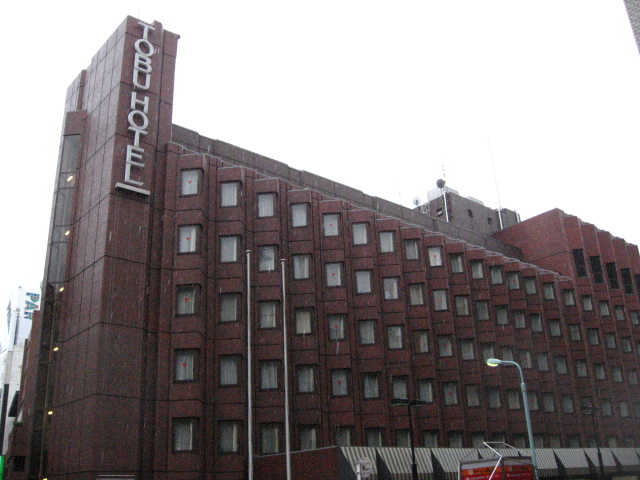
澀谷東武酒店
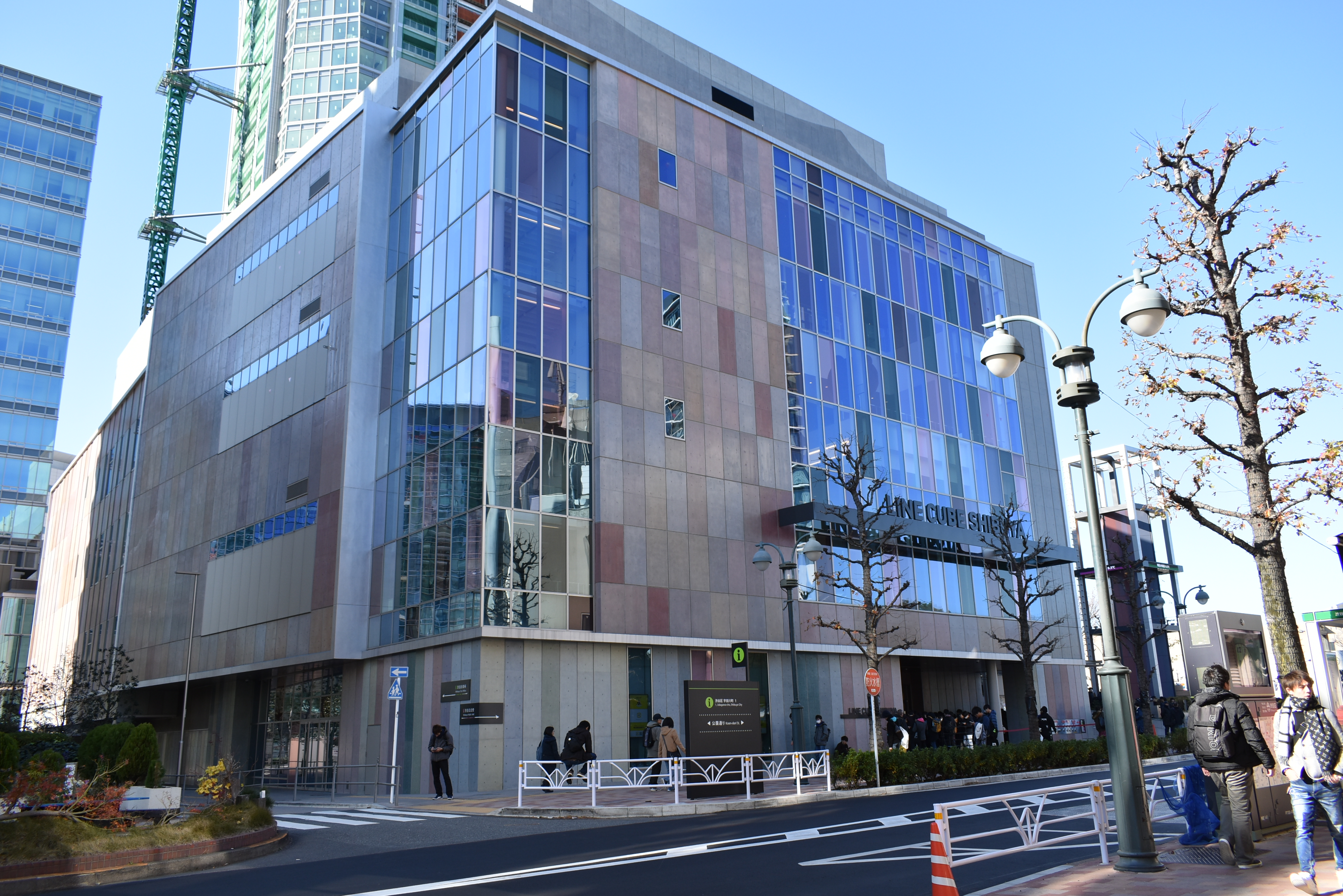
澀谷公會堂
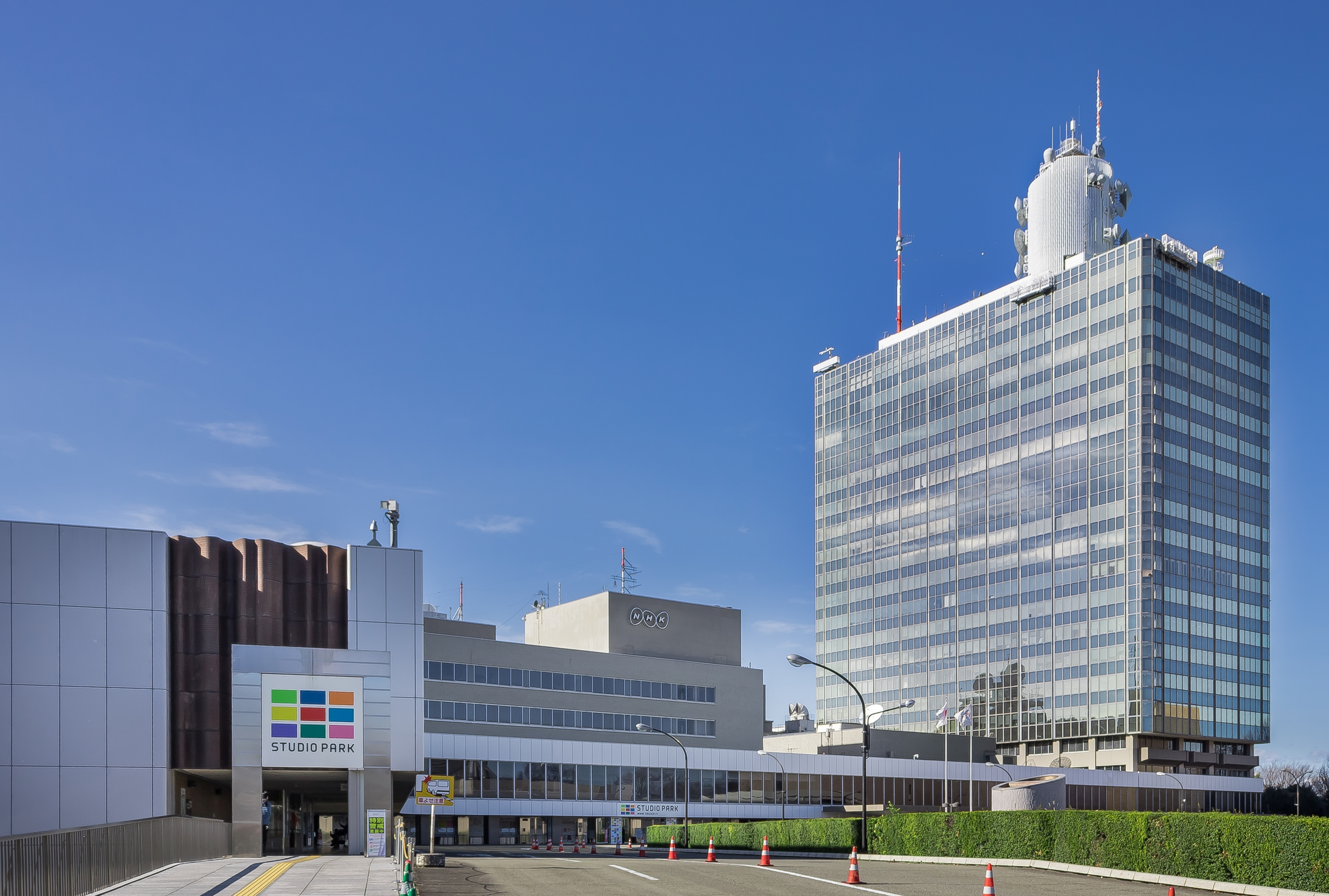
NHK广播电视中心
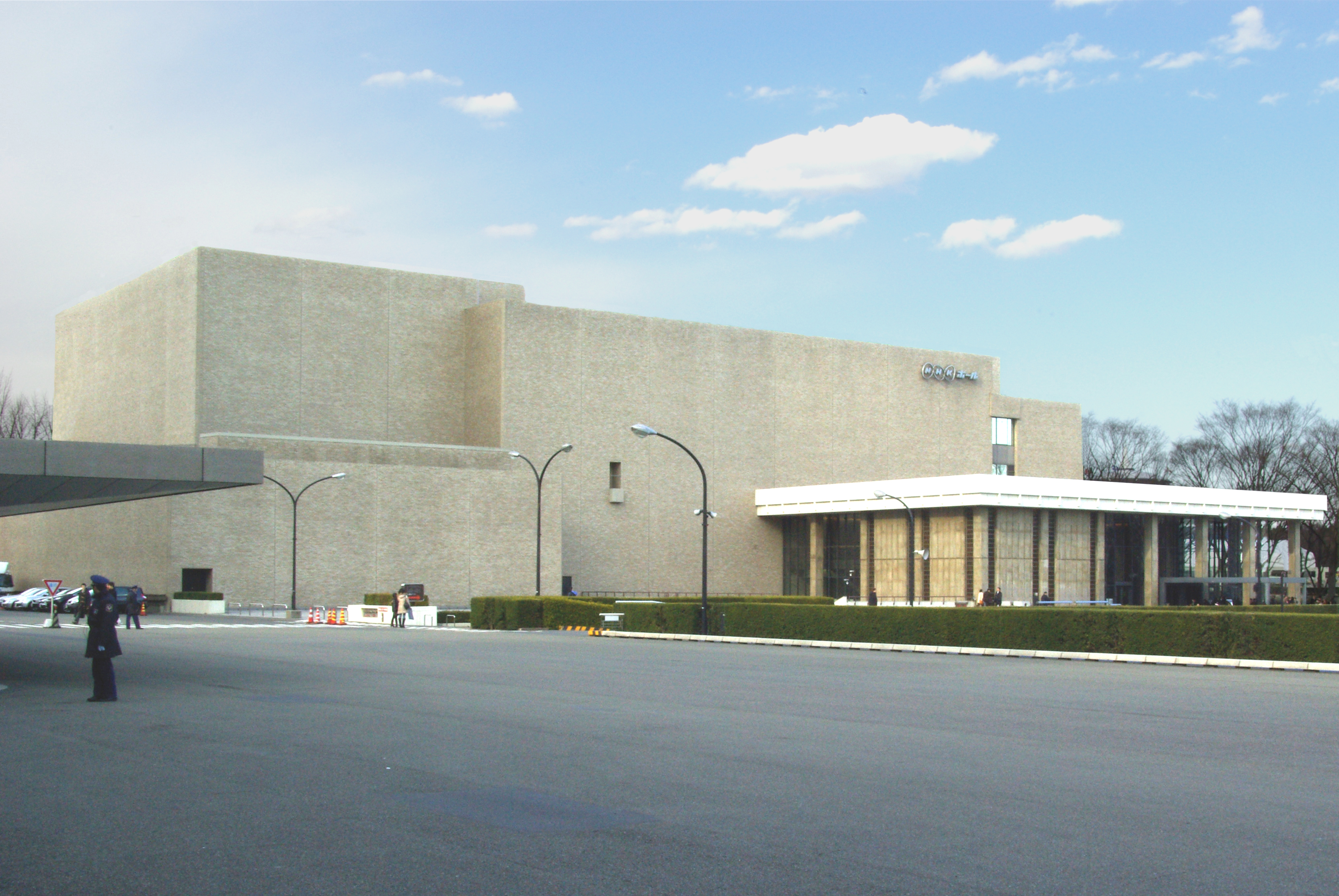
NHK音樂廳
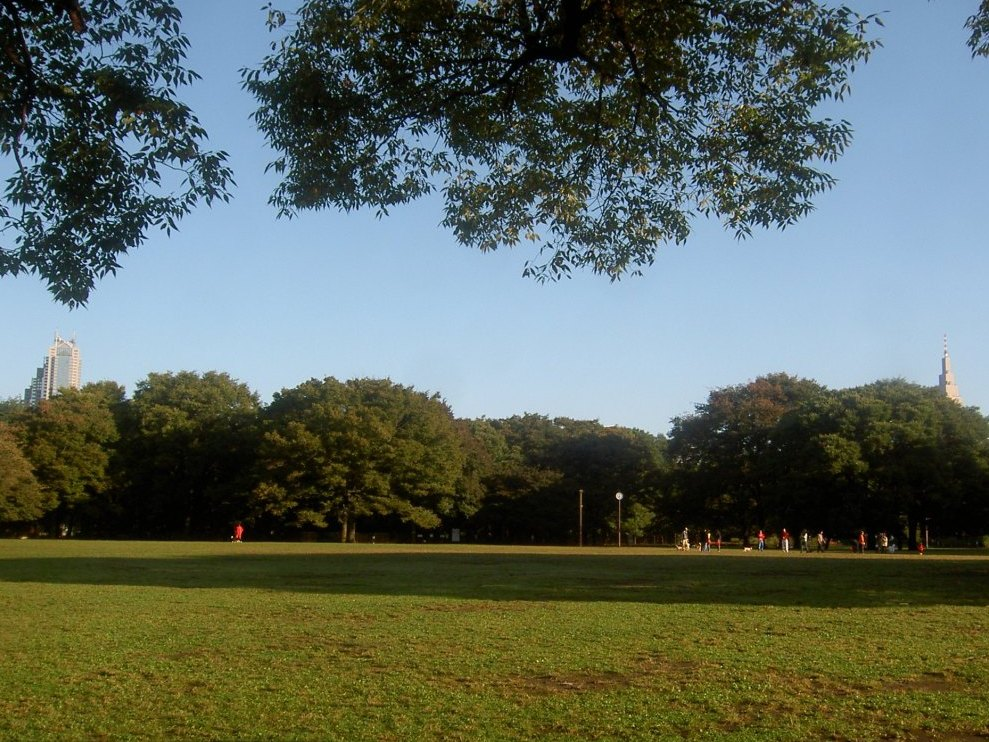
代代木公園
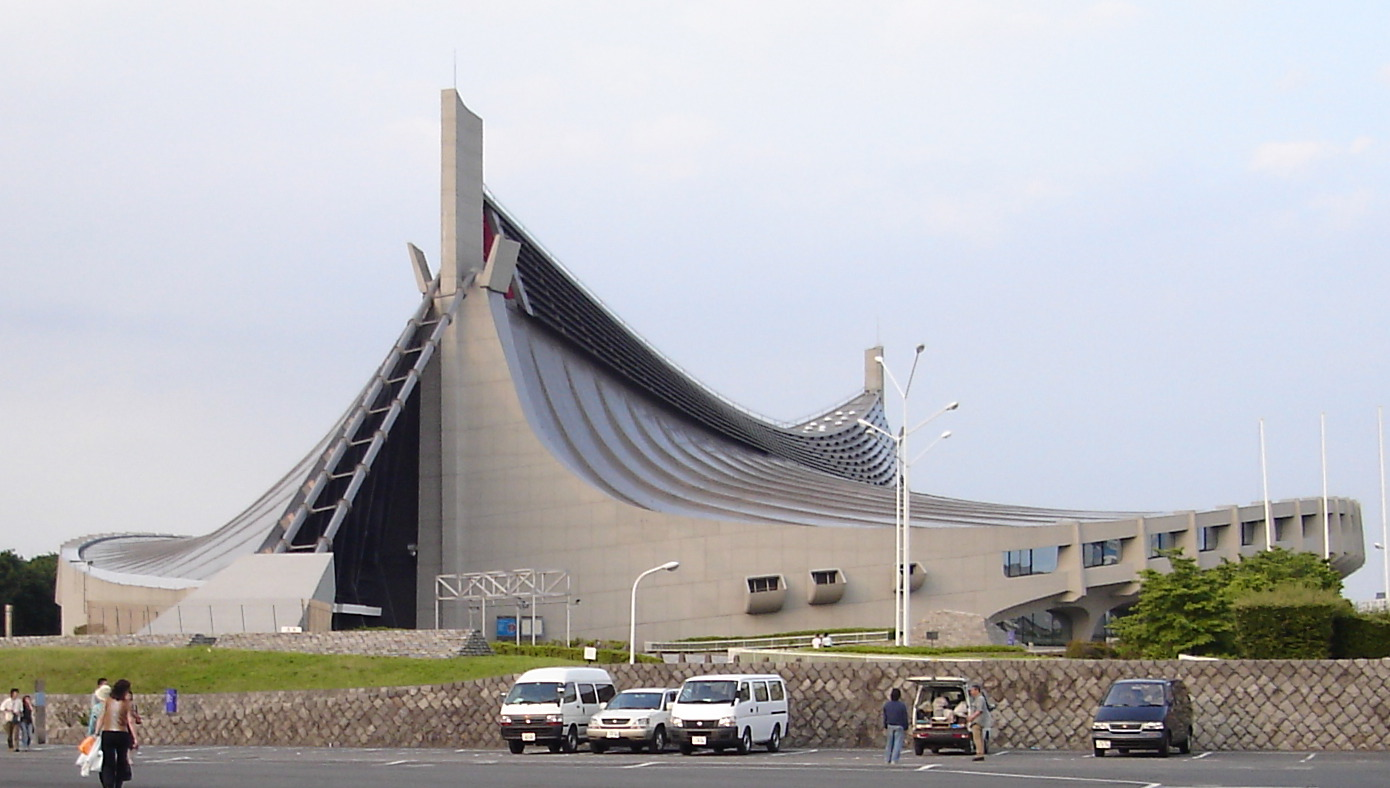
國立代代木競技場 第一體育館
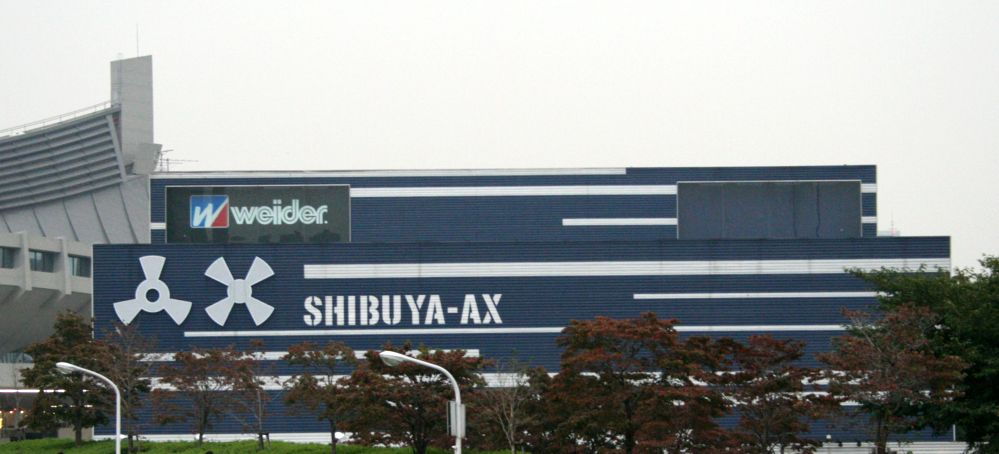
SHIBUYA-AX（閉館）
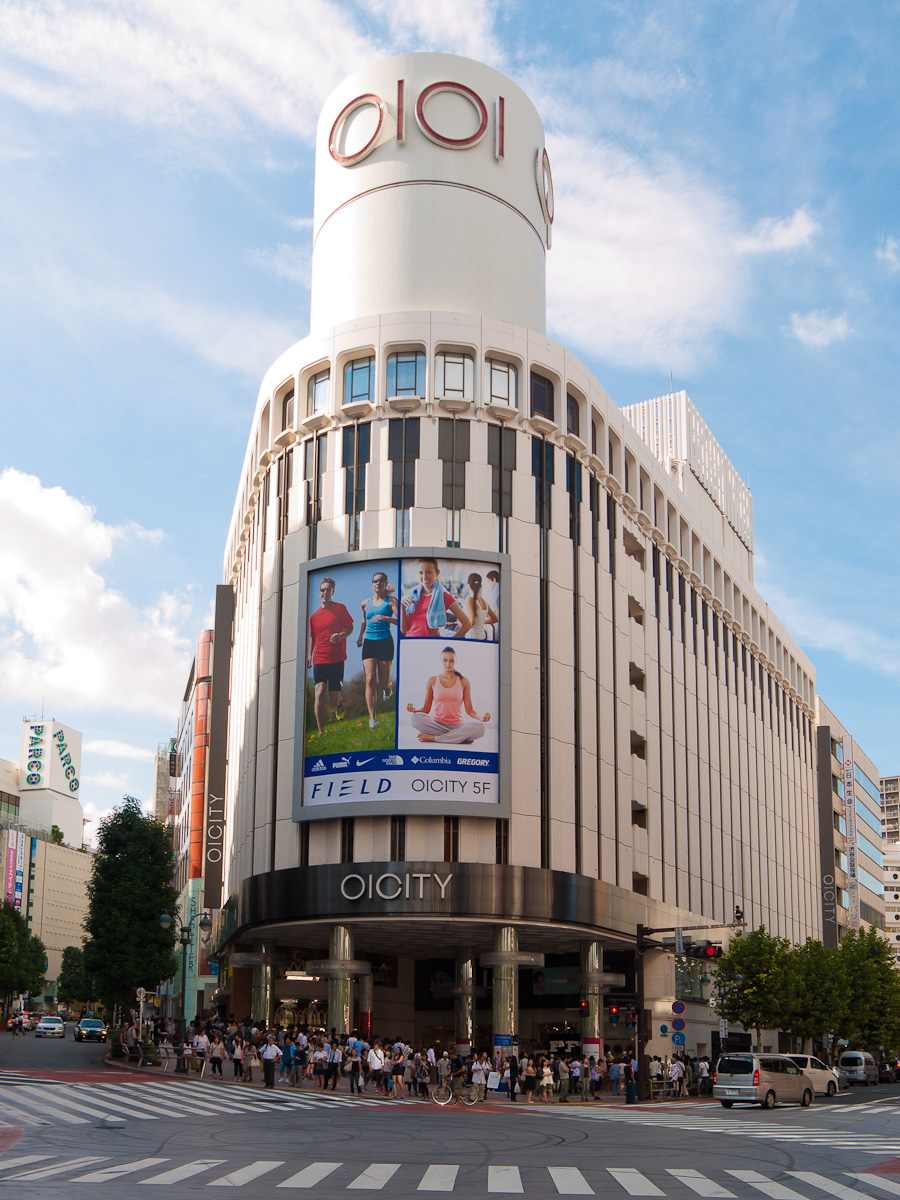
MARUI CITY澀谷
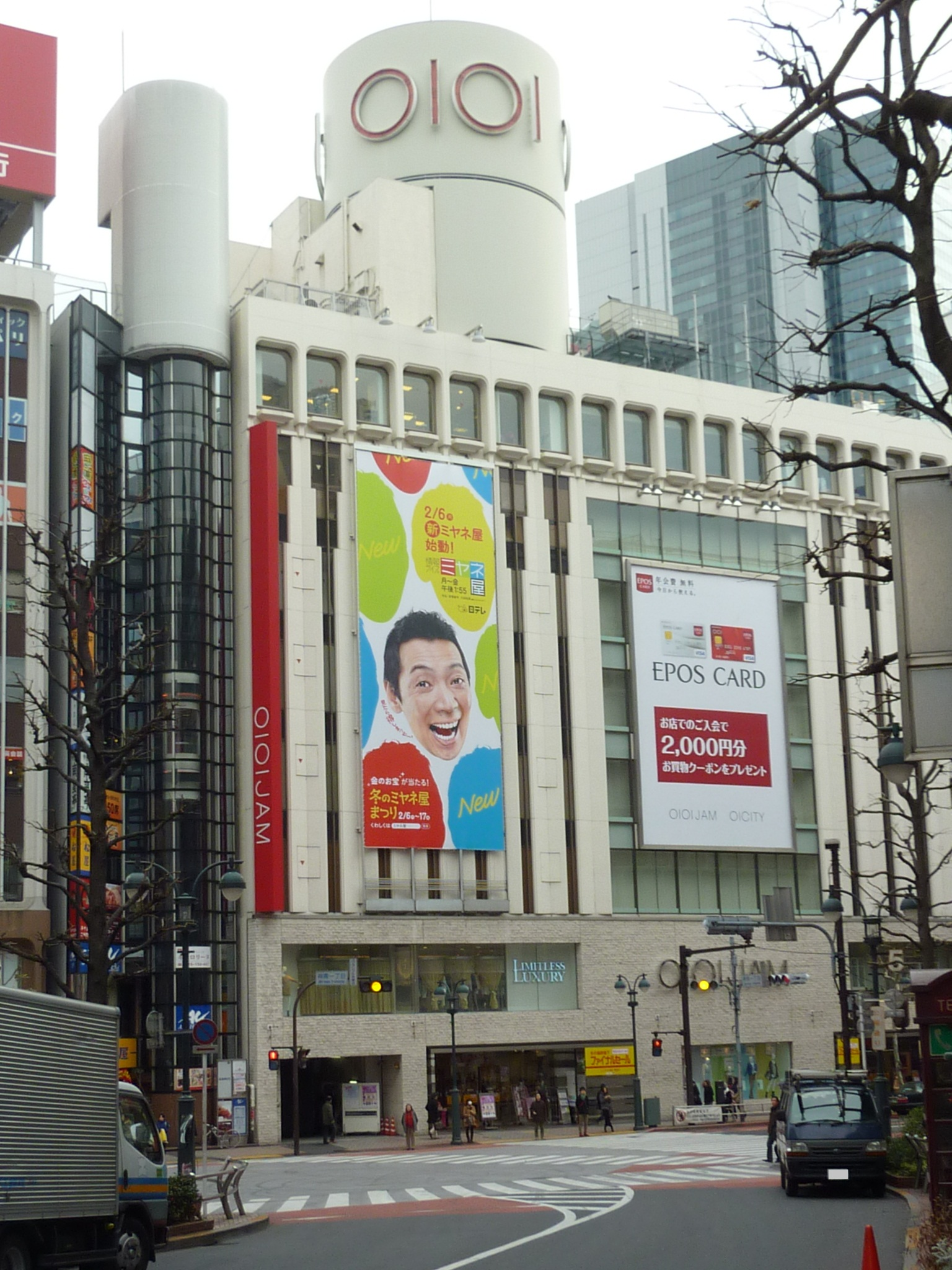
MARUI CITY澀谷
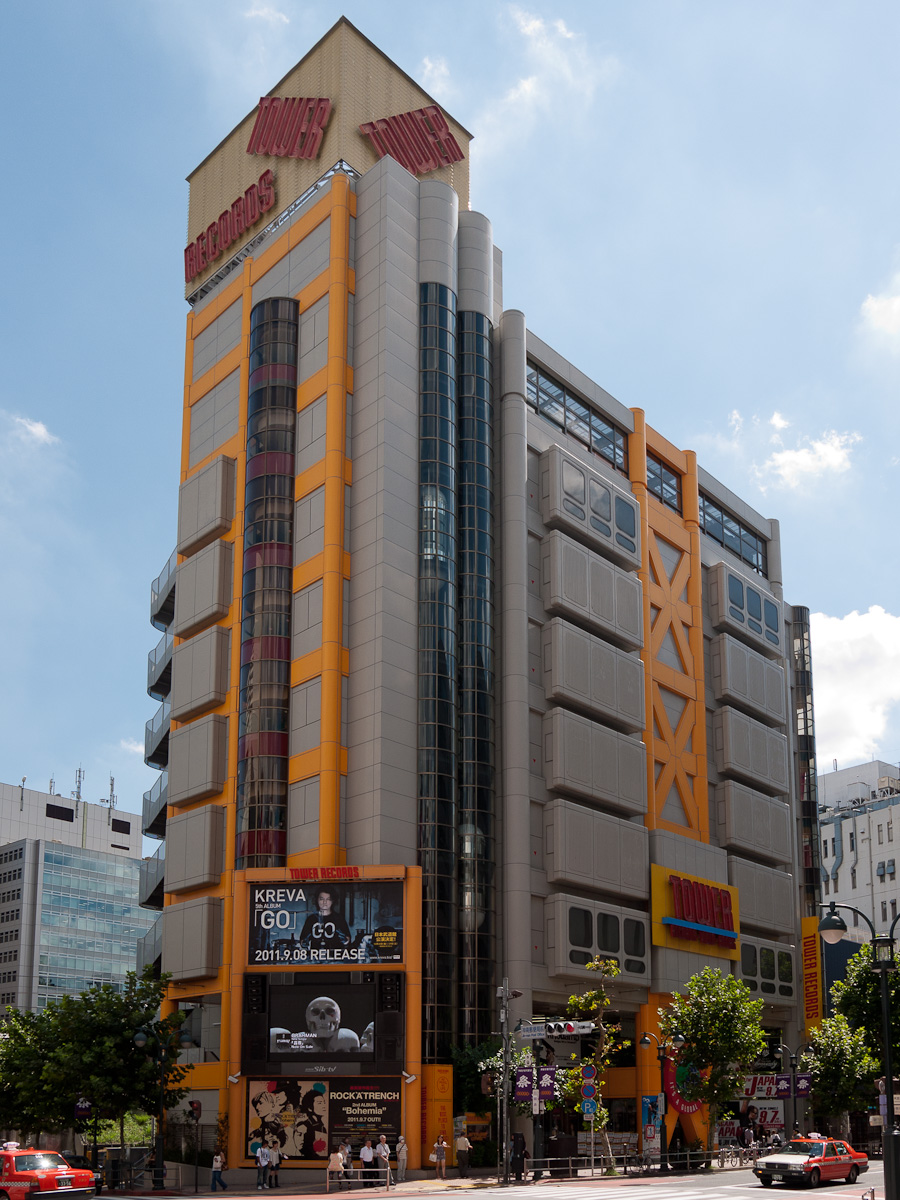
TOWER RECORDS澀谷店
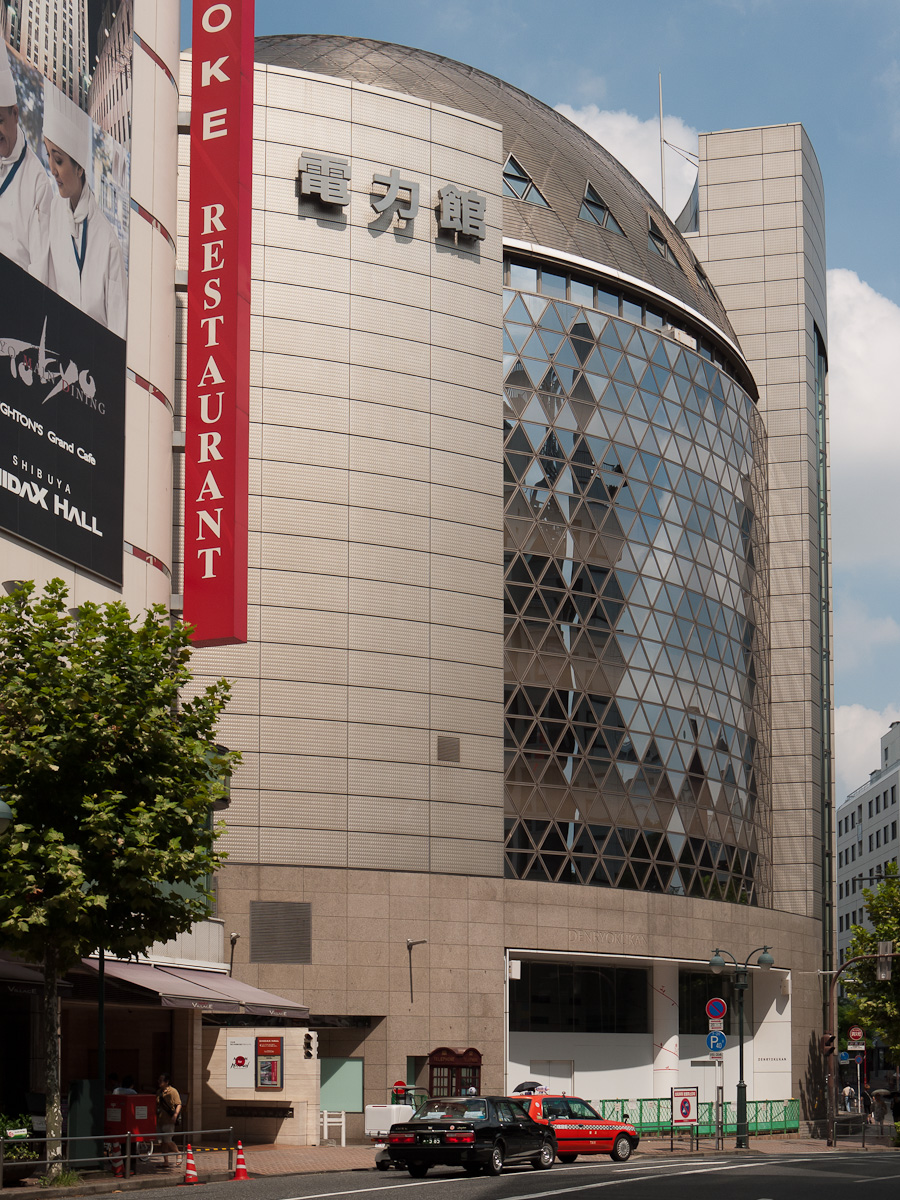
電力館（閉館）
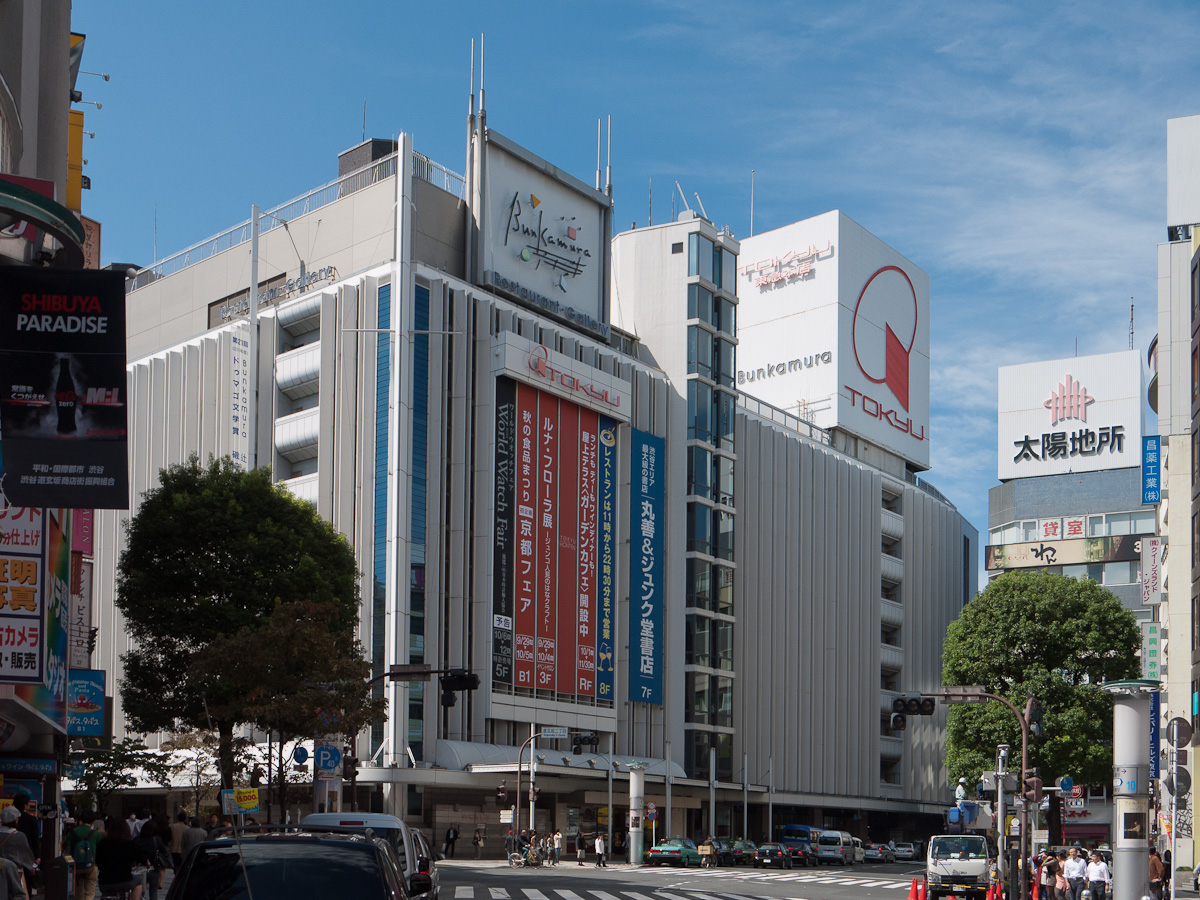
東急百貨店本店
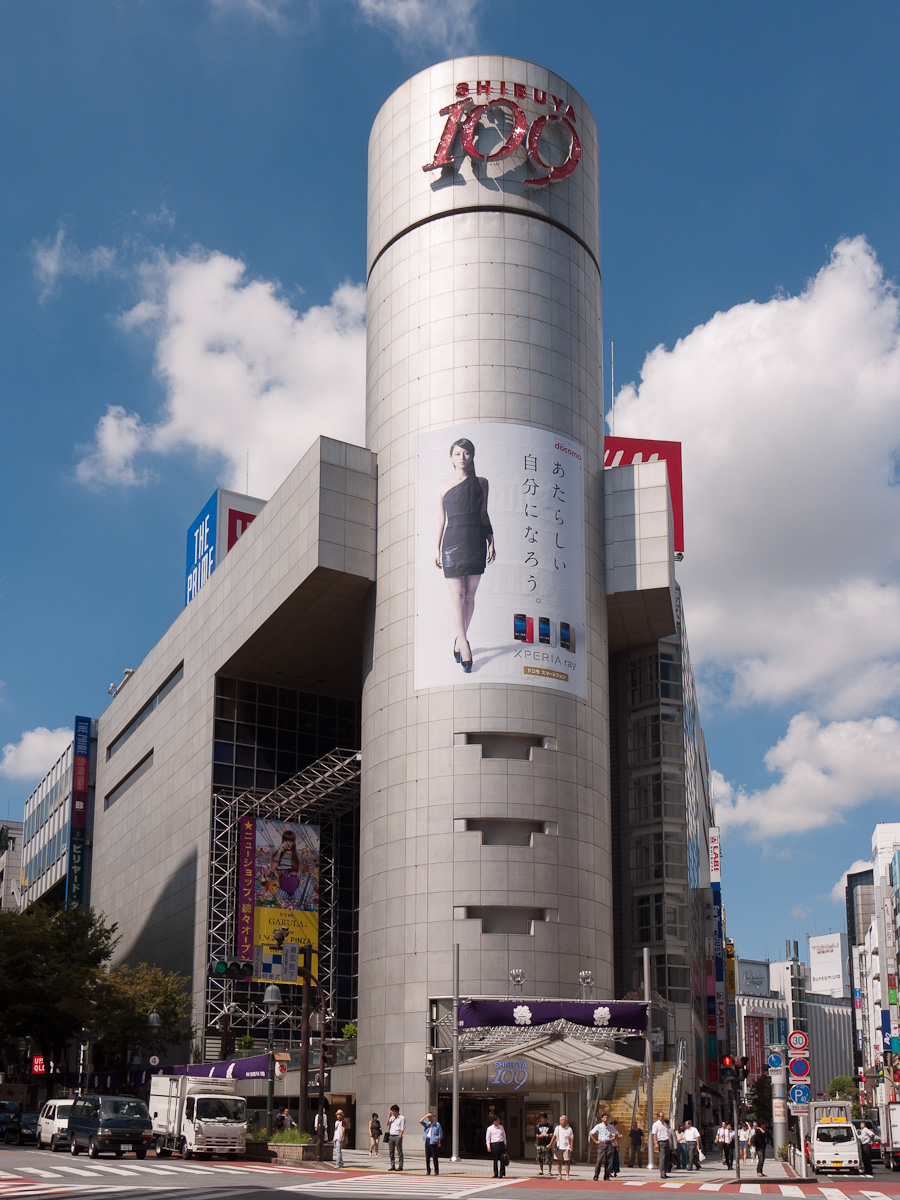
SHIBUYA 109

澀谷中心街方向
- QFRONT
- Forever 21澀谷
- 大盛堂書店
- WC

井之頭通方向
- 澀谷西武（A館、B館）
- 澀谷Loft
- CLUB QUATTRO
- 東急手創館澀谷店
- CHELSEA HOTEL
- 東京山手教會

澀谷公園通方向
- 澀谷PARCO（日语：渋谷パルコ）（Part1、Part2、Part3）【Part2已關閉】
- 澀谷東武飯店（日语：東武ホテルチェーン）
- 澀谷區公所（日语：渋谷区役所）
- 澀谷公會堂
- NHK广播电视中心
  - NHK會館
  - 大家的廣場接觸會館（日语：みんなの広場ふれあいホール）
  - NHK攝影棚公園
- 日本安麗
- 代代木公園
  - 國立代代木競技場
  - SHIBUYA-AX
  - SHIBUYA BOXX（日语：SHIBUYA BOXX）
- 北谷稻荷神社（日语：北谷稲荷神社）

火焰通方向
- MARUI CITY澀谷
- TOWER RECORDS澀谷店
- 澀谷消防署

文化村通方向
- 東急百貨店本店（日语：東急百貨店本店）
- ONE-OH-NINE
- Bunkamura
  - Orchard Hall（日语：オーチャードホール）
  - Theatre Cocoon（日语：シアターコクーン）
  - LE CINÉMA（日语：ル・シネマ）
- 唐吉訶德澀谷店
- Book1st（日语：ブックファースト）澀谷文化村通店

道玄坂方向
- SHIBUYA 109
- THE PRIME
- 澀東CINE TOWER

圓山町方向
- Shibuya O-EAST、O-Crest
- Shibuya O-WEST（日语：Shibuya O-WEST）、O-nest
- WOMB（日语：WOMB）

宮益坂方向
- 澀谷郵便局（日语：渋谷郵便局）

櫻丘町方向
- Cerulean Tower（日语：セルリアンタワー）
  - 東急澀谷藍塔大酒店（日语：東急ホテルズ）
- 澀谷Infoss Tower（日语：渋谷インフォスタワー）

青山通（國道246號）方向
- 澀谷Cross Tower（日语：渋谷クロスタワー）
- 青山學院大學
- 青山劇場（日语：青山劇場）、青山圓形劇場（日语：青山円形劇場）
- 國際連合大學
- 澀谷Studio（日语：渋谷ステュディオ）

## 以澀谷為舞台或曾經登場的作品

### 電影
- 素っ裸の年令（1959年、日活）
- 摩斯拉
- オクトパスアーミー シブヤで会いたい （1990年）
- 卡美拉3 邪神覺醒
- 哥吉拉×美加基拉斯 G消滅作戰
- 愛情，不用翻譯
- 澀物語
- 日本沉沒
- 玩命關頭3：東京甩尾
- 惡靈古堡4：陰陽界
- 惡靈古堡5：天譴日
- 怪物的孩子
- 名偵探柯南：萬聖節的新娘
- 唐人街探案3

### 連續劇
- Sh15uya
- 假面骑士KABUTO
- 辣妹掌門人

### 漫畫
- 辣妹當家
- 咒術迴戰(澀谷事變)
- 8
- 太陽默示錄
- 澀谷區圓山町
- Samurai Soldier

### 電腦遊戲
- 街～命運的路口～
- 這個美妙的世界
- CHAOS;HEAD
- 428：被封鎖的澀谷
- R-TUNED：Ultimate Street Racing
- CHAOS;CHILD
- 南夢宮X卡普空

### 小說
- 援助交際（ラブ&ポップ）
- 明日的記憶
- 東京SHADOW
- Deep Love深沈的愛
- 神的記事本
- 義妹生活

### 其他
- 老師真偉大！（先生はえらいっ!）
- 澀谷語事典2008
- GR8!
- 辣男爆誕
- 越野菁英賽：大地長征2
- 小俏妞
- 沒有名字的女性們

## 外部連結
- 澀谷區官方網站 （页面存档备份，存于）